# Polypedilum subulatum
Polypedilum subulatum är en tvåvingeart som beskrevs av Ole Anton Saether och Sundal 1999. Polypedilum subulatum ingår i släktet Polypedilum och familjen fjädermyggor.
Artens utbredningsområde är Ghana. Inga underarter finns listade i Catalogue of Life.